# Cap (geografie)
În geografie, un cap este o proeminență a uscatului care se extinde într-un corp de apă, de obicei o mare sau un ocean. În mod uzual, un cap reprezintă o schimbare marcată a formei liniei costiere, fiind o porțiune avansată în mare a uscatului, ceea ce îl predispune la fenomene naturale de eroziune, în principal din cauza acțiunii valurilor. Aceste fenomene duc la o durată de viață geologică relativ scurtă. Formarea unor capuri se poate datora acțiunii ghețarilor, a vulcanilor și modificărilor nivelului mării. Eroziunea joacă un rol important în fiecare dintre aceste cauze de formare.
Capurile înalte și stâncoase se mai numesc și promontorii.

## Galerie de imagini

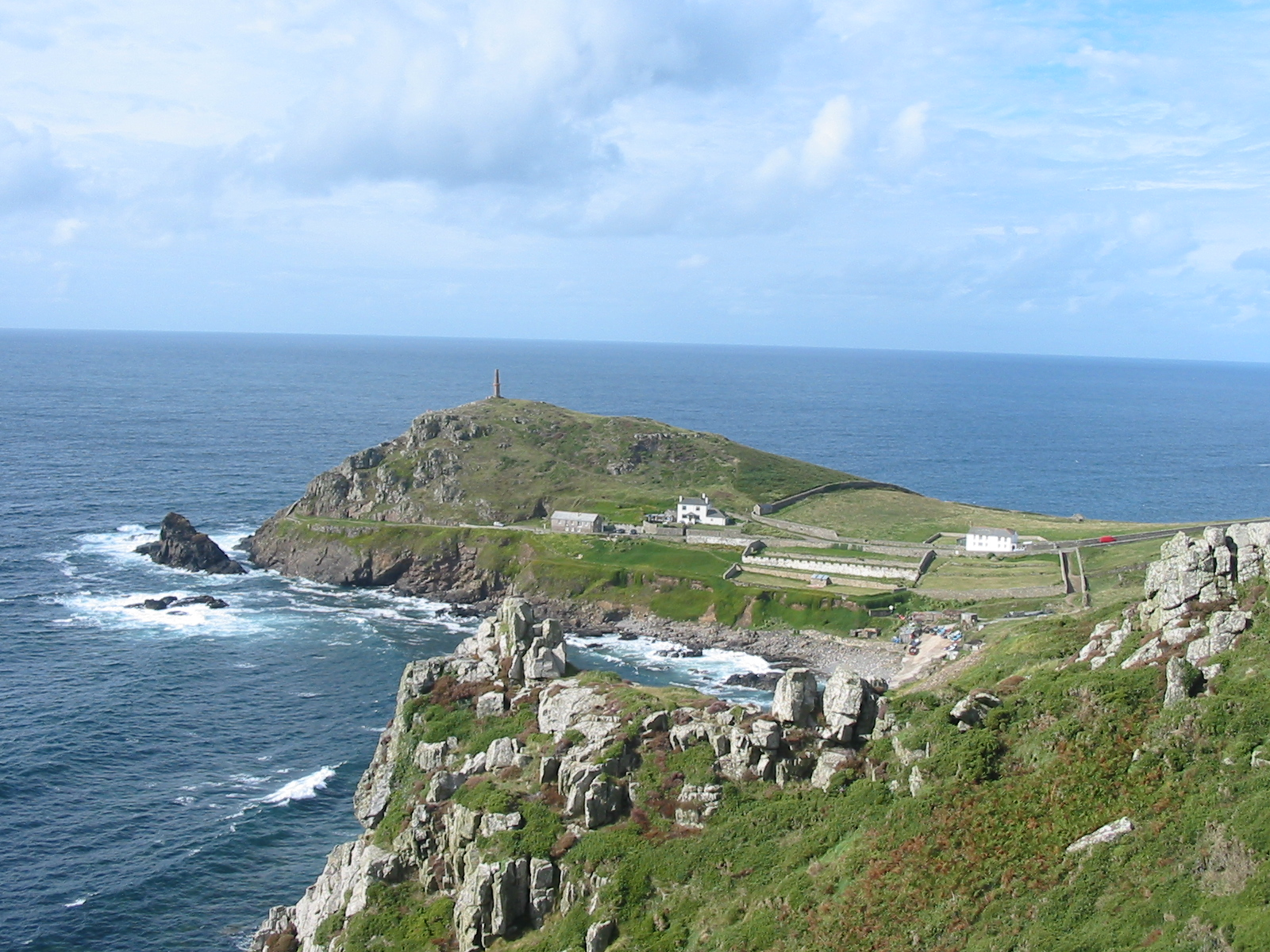
Capul Cornwall, Anglia
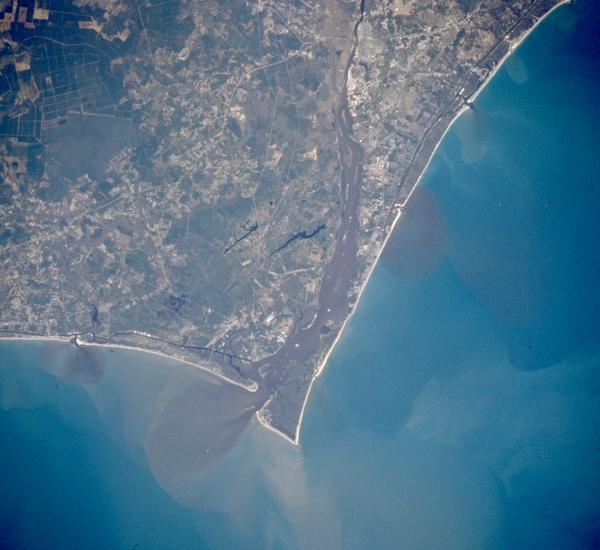
Cape Fear, Carolina de Nord
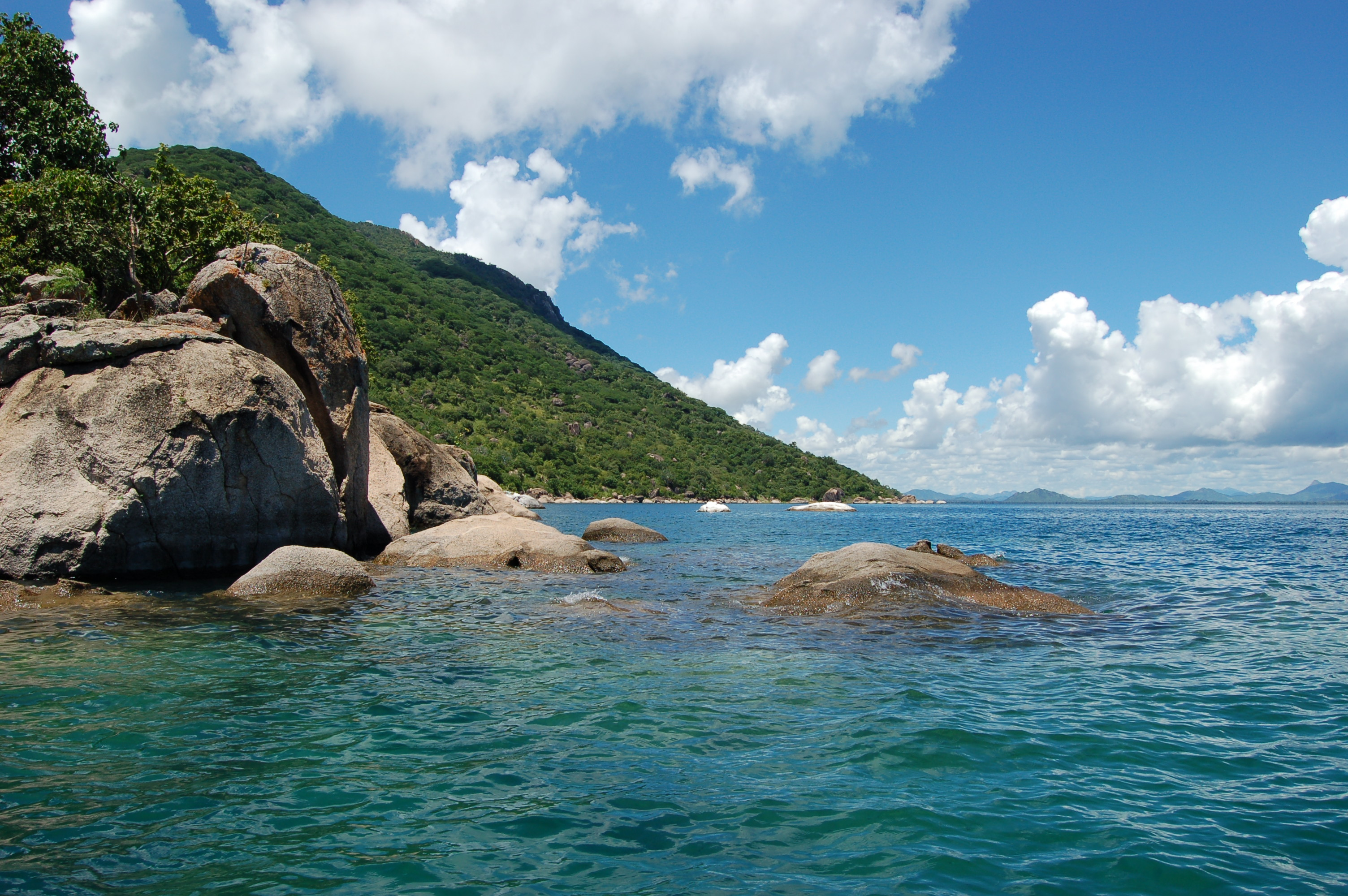
Capul McLear, Malawi
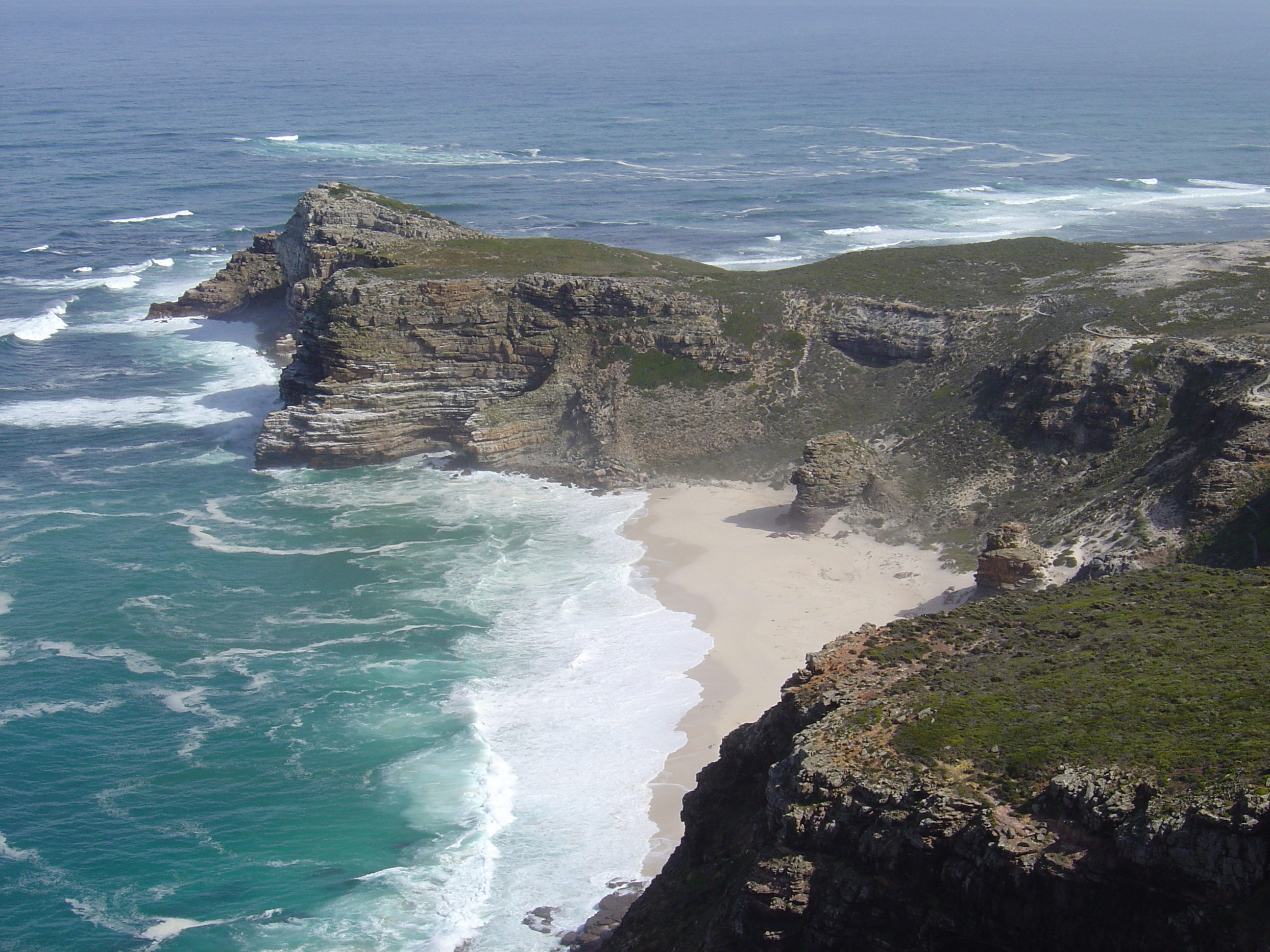
Capul Bunei Speranțe
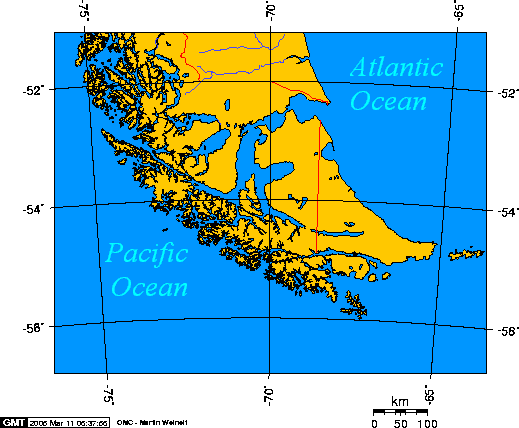
Capul Horn
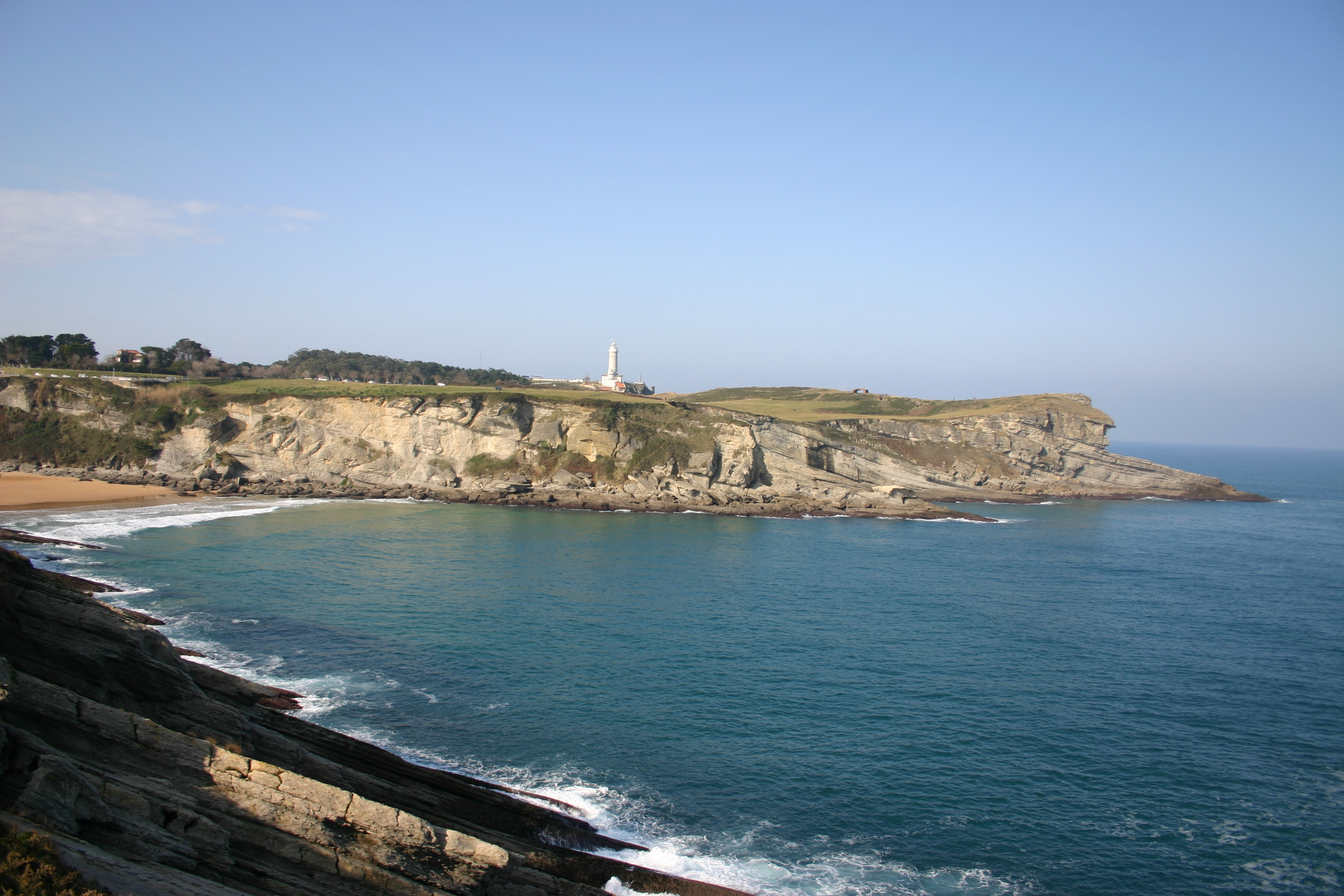
Cabo Mayor, Santander (Spania)
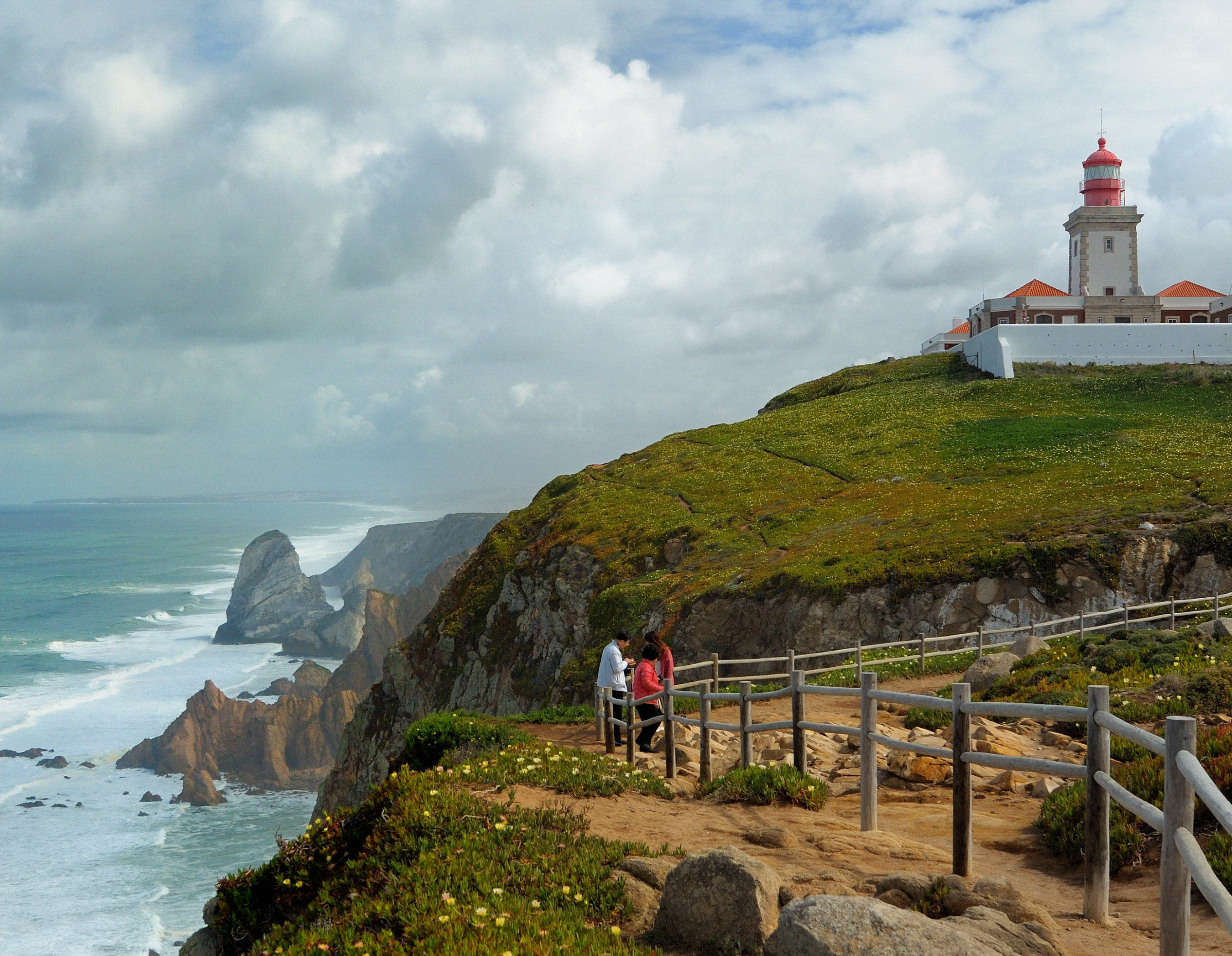
Cabo da Roca, Portugalia